# Hyperallus
Hyperallus är ett släkte av steklar. Hyperallus ingår i familjen brokparasitsteklar.
Kladogram enligt Catalogue of Life:
| Hyperallus | \| \| Hyperallus buriaticus \| \| \| \| \| \| Hyperallus caliroae \| \| \| \| |
|            | \| \| Hyperallus buriaticus \| \| \| \| \| \| Hyperallus caliroae \| \| \| \| |
|            | Hyperallus buriaticus                                                         |
|            |                                                                               |
|            | Hyperallus caliroae                                                           |
|            |                                                                               |